# 第557気象航空団 (アメリカ軍)
第557気象航空団(だい557きしょうこうくうだん 557th Weather Wing)はアメリカ空軍の組織。アメリカ軍の主たる軍事気象センターである。アメリカ空軍、アメリカ陸軍、統合作戦、統合軍、国家情報機関、国防長官に世界各国の気象状態の状況認識を提供する。司令部をネブラスカ州ベルビューのオファット空軍基地に置いている。
航空団と隷下の飛行隊は、気象予報、気候、宇宙天気予報を含む全ての気象情報データを収集、分析、報告書の作成を行っている。

## 任務
第557気象航空団の任務は、いつでも、どこでもアメリカ空軍に気象情報を提供することである。航空団には、1,800人以上の現役、予備役、文官職員、契約スタッフが配属されている。司令部をネブラスカ州オファット空軍基地に置き、年間予算は1億7,500万ドルである。気象予報は、気象調査予報モデルや統合モデルなどの数値予報を主とする気象調査・予報モデルを用いている。

## 組織

### 概要
第557気象航空団は、司令部、2個飛行群、3か所の管理局、5か所の太陽観測所から組織されている。中核となる第1気象飛行群と第2気象飛行群は、いずれもオファット空軍基地に司令部を置いている。

### 飛行群
第1気象飛行群は、各州の戦闘気象予報を担当し、アメリカ空軍に所属する他の気象飛行隊を監督し、同期させる。所属の各飛行隊は、アメリカ本土の指定された管轄区域の気象予報を担当する。イリノイ州スコット空軍基地の第15作戦気象中隊は、アメリカ北部と北東部を担当する。アリゾナ州デビスモンサン空軍基地の第25作戦気象中隊は、アメリカ西部を担当する。ルイジアナ州バークスデール空軍基地の第26作戦気象中隊は、アメリカ南部を担当する。また、第26作戦気象中隊は、士官や下士官、兵士の訓練も担当する。
第2気象飛行群は、空軍戦略気象予報センターとして2億7,700万ドルを投じたコンピューター複合施設の運用、維持、保守を担当している。そして、ネットワークやアプリケーションを通じて、軍事作戦の全範囲にわたる任務の計画と実行のために、地球上、宇宙空間、気候学に関する世界的な気象情報を統合軍と国防総省の意思決定機関や、その他の国家機関、同盟国に提供する。第2気象飛行群は、フロリダ州ハルバート・フィールドの第2気象中隊、第2システム運用中隊、第2戦闘気象システム中隊、ノースカロライナ州アシュビルの第14気象中隊で構成されている。第2気象中隊には、分遣隊が運用する4か所の太陽観測所が含まれている（第1分遣隊:西オーストラリア州リアマンス空軍基地、第2分遣隊:マサチューセッツ州サガモアヒル電波天文台、第4分遣隊:ニューメキシコ州ホロマン空軍基地、第5分遣隊:ハワイ州カエナポイント宇宙軍基地）。

### 管理局
運用・訓練・評価局（A3）は、気象スペシャリストの技術訓練を行い、キャリアを通しての訓練計画の開発と新たな機器やコンピューターシステムの運用訓練を監督する、AFWWS技術訓練プログラムを構築し、中隊の部隊標準化と評価システムの調整を行う。
コミュニケーション局（A3）は、通信と情報システム、情報保障、中隊のための情報管理、ドクトリン、部隊運用方針、運用手順、専門的知識・技術的知識・管理上の必要な知識の開発のための方針を、第557気象航空団に提供している。通信、情報ポリシー、ガイダンス、管理、運用、ソフトウェア開発、通信・コンピューターシステムの保守も担当し、国防総省およびその他の政府機関に収集的な気象レポートを提供する。全てのアメリカ軍部隊に対し、標準的な気象システムおよびコンピューターシステムの計画、プログラミング、予算編成、取得、維持管理は指示する。
戦略計画・要件・プログラミング局（A5／A8）は、A3局とともに全てのアメリカ軍部隊の標準的な気象システム及びコンピューターシステムの計画、プログラミング、予算編成、取得、維持管理を支持する。また気象能力に関する各装備品は、A8部門が主管である。局は、3つの生産センターによって実施される能力開発の調整も担当し、統一的に空軍気象兵器システムに同期させる。

### 司令部

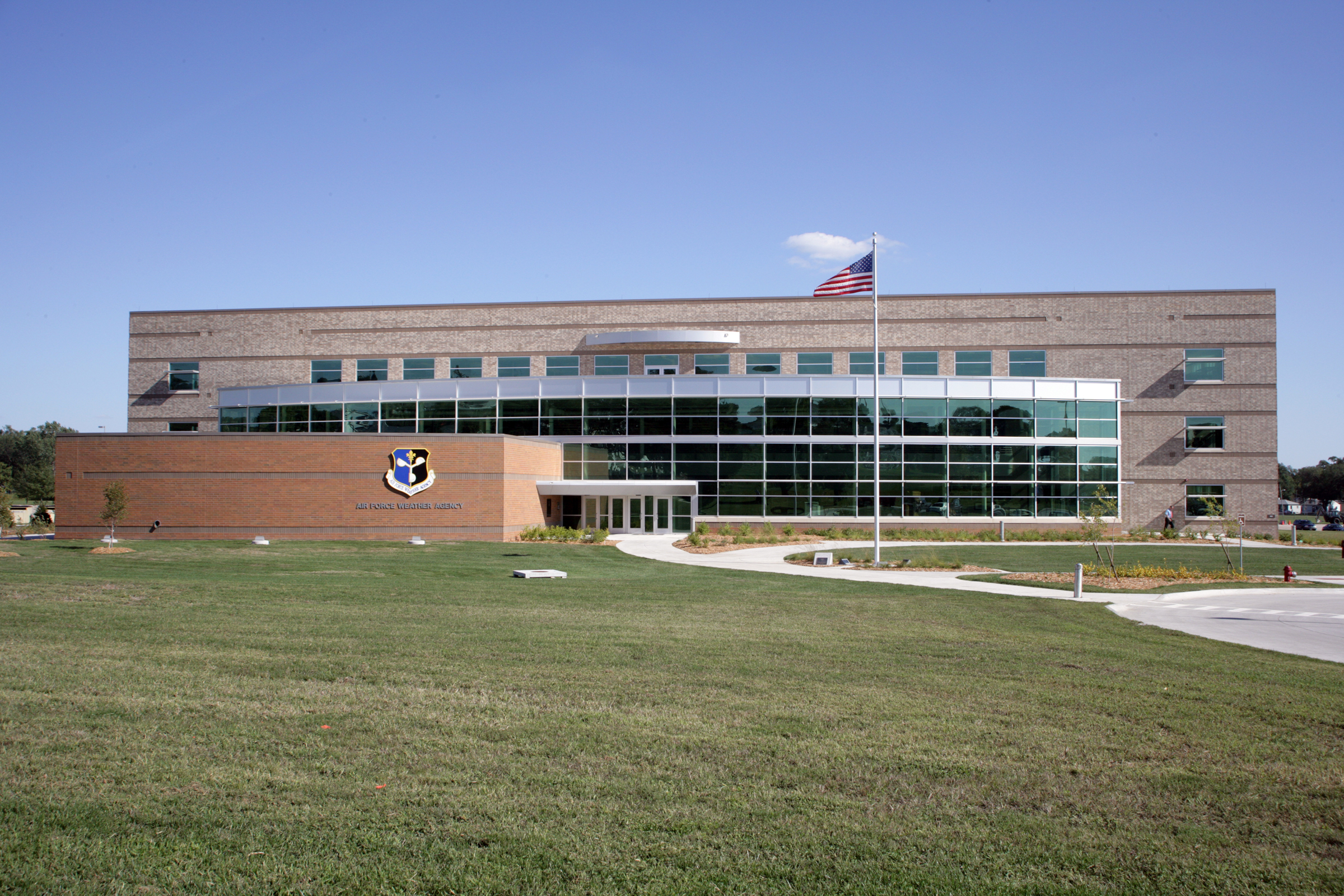
トーマス・S・ムーアマン中将ビルディング

航空団の司令部が入るトーマス・S・ムーアマン中将ビルディングは、2,670万ドルを投じて建設され、総面積は18万8,000平方フィート（17,500平方メートル）である。3階建ての建物は、1,100人の人員が勤務できるように設計されており、現在スタッフが段階的に旧本部ビルから移転してきている。2011年までにはフル稼働する予定である。

## 隷下部隊
特筆のない限り、隷下の部隊は、第557気象航空団と同じネブラスカ州オファット空軍基地に配置されている。
- 第1気象群
  - 第15作戦気象中隊（イリノイ州スコット空軍基地）
  - 第17作戦気象中隊（ハワイ州パールハーバー・ヒッカム統合基地）
  - 第21作戦気象中隊（ドイツゼンバッハ・カゼルネ）
  - 第25作戦気象中隊（アリゾナ州デビスモンサン空軍基地）
  - 第26作戦気象中隊（ルイジアナ州バークスデール空軍基地）
  - 第28作戦気象中隊 （ノースカロライナ州ショー空軍基地）
  - 運用拠点K（オクラホマ州ノーマンレーダーオペレーションセンター）
- 第2気象群
  - 第2戦闘気象システム中隊（フロリダ州ハルバート・フィールド）
  - 第2システム運用中隊
  - 第2気象中隊
    - 第1分遣隊（西オーストラリア州リアマンス空軍基地）
    - 第2分遣隊（マサチューセッツ州サガモアヒル電波天文台）
    - 第3分遣隊（イタリアサン・ヴィート・デイ・ノルマンニ飛行場）
    - 第4分遣隊（ニューメキシコ州ホロマン空軍基地）
    - 第5分遣隊（ハワイ州カエナポイント宇宙軍基地）
    - 運用拠点A（コロラド州ピーターソン宇宙軍基地）
    - 運用拠点B（バージニア州ラングレー・ユースティス統合基地）
    - 運用拠点D（ミシシッピ州キースラー空軍基地）
    - 運用拠点P（コロラド州ボルダー）

  - 第2気象支援中隊
  - 第14気象中隊（ノースカロライナ州アシュビル連邦気候複合施設）
  - 第16気象中隊

## 歴史

### 部隊名の変遷
- 1943年4月14日、飛行管制コマンド気象航空団として編制
- 1943年7月6日、陸軍航空軍気象航空団に改称
- 1945年7月1日、陸軍航空軍気象局に改称
- 1946年3月13日、航空気象局に改称
- 1997年10月15日、空軍気象局に改称
- 2015年3月27日、第557気象航空団に改称[1]

### 上位部隊その変遷
- 1943年4月14日、飛行管制コマンド
- 1943年7月6日、アメリカ陸軍航空軍
- 1946年3月13日、航空輸送コマンド
- 1948年6月1日、軍事航空輸送コマンド（のちに軍事空輸コマンドに改称）
- 1991年4月1日、アメリカ空軍
- 2015年3月17日、第12空軍
- 2019年10月29日、第16空軍[8]

### 司令部の変遷
- 1943年4月14日、ワシントンD.C.（ペンタゴン）
- 1943年5月3日、ノースカロライナ州アシュビル
- 1946年1月7日、バージニア州ラングレー空軍基地
- 1946年6月14日、バージニア州グラベルリー・ポイント
- 1948年12月1日、メリーランド州アンドリュース空軍基地
- 1958年6月23日、イリノイ州スコット空軍基地
- 1997年10月15日、ネブラスカ州オファット空軍基地

## 部隊表彰と戦役

### 空軍優秀組織表彰
- 空軍優秀組織表彰：1984年5月1日 – 1986年4月30日、航空気象局[4]
- 空軍優秀組織表彰：1986年5月1日 – 1988年4月30日、航空気象局[4]
- 空軍優秀組織表彰：1993年9月1日-1995年9月30日、航空気象局[4]
- 空軍優秀組織表彰：1995年10月1日-1996年9月30日、航空気象局[4]
- 空軍優秀組織表彰：1996年9月1日-1998年9月30日、航空気象局 (1997年10月15日以降は空軍気象局)[4]
- 空軍優秀組織表彰：1998年10月1日-1999年9月30日、空軍気象局[4]
- 空軍優秀組織表彰：1999年10月1日-2001年9月30日、空軍気象局[4]
- 空軍優秀組織表彰：2001年10月1日-2003年9月30日、空軍気象局[4]

### その他の表彰
- 空軍協会セオドア・フォン・カルマン賞 (2000年)[4]

### 戦役
| 戦役リボン | 戦役                 | 日付                         | 脚注                                                                                          |
| ---------- | -------------------- | ---------------------------- | --------------------------------------------------------------------------------------------- |
|            | 碑文なきアメリカ戦域 | 1943年4月14日 – 1946年3月2日 | 飛行管制コマンド気象航空団、陸軍航空軍気象航空団 (その後、陸軍航空軍気象局、航空気象局と改称) |